# Парламентские выборы в Черногории (2009)
Досрочные парламентские выборы в Черногории 2009 года были назначены Скупщиной Черногории на 29 марта. 42 депутата из 81 проголосовали «за». Правящая коалиция сама решила урезать себе срок полномочий, оппозиция же была против проведения досрочных выборов. Как считают сербские политики, премьер-министр Черногории Мило Джуканович воспользовался расколом в рядах сербской оппозиции и решил провести выборы до полномасштабного наступления кризиса на черногорскую землю, таким образом злоупотребив властью.

## Формирование избирательных блоков
В Черногории в выборах участвуют больше блоков и коалиций, чем самостоятельных партий, поэтому перед выборами в Черногории главные партии вступили в борьбу за партнеров по коалиции среди малых партий.
Перед началом избирательной кампании пытается найти союзников Демократическая партия социалистов Мило Джукановича. Возможными партнерами по предвыборной коалиции могут стать либо партии национальных меньшинств (албанцев, хорватов), либо другие проевропейские и пронатовские партии.
От оппозиции, по-видимому, будут участвовать несколько партий — Новая сербская демократия (НОВА): партия Андрии Мандича, появившаяся на основе «Сербского списка» и включившая в себя многие мелкие сербские партии после провала переговоров о едином списке оппозиции на выборах пойдет на выборы самостоятельно.
Движение за перемены Нейбойши Медоевича сначала было готово идти на выборы в блоке с НСД, но после того как ни СНП, ни другие партии к нему не присоединились, решило участвовать в выборах независимо.
Другая сербская партия, которая будет участвовать в выборах — националистическая Партия сербских народняков (ССН). Её поддержала на выборах Сербская радикальная партия. В отличие от умеренного блока Мандича, сербские народняки придерживаются более националистической и антиевропейской риторики. Народняки и радикалы при поддержке Национального вече сербов Черногории подписали соглашение о коалиции на выборах.
Социалистическая народная партия Срджана Милича будет участвовать в выборах самостоятельно, не сумев достигнуть соглашения с блоком НСД—ПзП.
Ещё один блок, участвующий в выборах — Народная партия и Демократическая сербская партия, два консервативных просербских движения.
С 16 февраля началось принятие избирательной комиссией подписей для регистрации своего списка. Необходимо собрать 5000 подписей.

## Участники выборов
| Партия/Блок | Лидер(ы)                     |
| --- | ---------------------------- |
| Блок Демократическая партия социалистов (ДПС) — Социал-демократическая партия (СДП) — Хорватская гражданская инициатива (ХГИ) — Бошняцкая партия (БС) Коалиција Европска Црна Гора | Мило Джуканович              |
| Новая сербская демократия (НСД, НОВА) Нова српска демократија | Андрия Мандич                |
| Социалистическая народная партия (СНП) Социјалистичка народна партија | Срджан Милич                 |
| Движение за перемены (ПзП) Покрет за промјене — Можемо | Нейбойша Медоевич            |
| Народная партия — Демократическая сербская партия (НС—ДСС) Народњачка коалиција | Предраг Попович, Ранко Кадич |
| Блок Демократический центр—Либеральная партия (ДЦ—ЛП) За другачију Црну Гору | Горан Батричевич             |
| Блок Партия сербских народняков (ССН) — Партия сербских радикалов (ССР) — Сербское национальное вече Черногории (СНВ ЦГ) Српска национална листа                                   | Момчило Вуксанович           |
| Албанский список Lista shqiptare: Lidhja Demokratike në mal të zi & Alaternativa Shqiptare                                                                                         | Мехмет Бардхи, Гьерги Чамай  |
| Отечественная сербская партия Отаџбинска српска странка | Александар Стаматович        |
| Партия пенсионеров и инвалидов Странка пензионера и инвалида Црне Горе |                              |
| Черногорские коммунисты Црногорски комунисти | Владислав Вукович            |
| Албанская коалиция — Перспектива Албанска коалиција — Перспектива |                              |
| Бошняки и мусульмане вместе Бошњаци и муслимани заједно, једно |                              |
| Демократическая уния за албанцев UDSH | Ферхат Диноша                |
| ФОРЦА | Назиф Цунгу                  |
| Партия демократического процветания |                              |

## Социологические опросы
Исследование было проведено ЦЕДЕМом (Центром за демократию и права человека), часто обвиняющимся со стороны оппозиции в симпатиях к власти.
| Партия/Блок                                     | %      |
| ----------------------------------------------- | ------ |
| ДПС—СДП—ХГИ—БС                                  | 51,2 % |
| Социалистическая народная партия                | 16,8 % |
| Новая сербская демократия                       | 12 %   |
| Движение за перемены                            | 6,3 %  |
| Партия пенсионеров и инвалидов                  | 3,5 %  |
| Демократический центр—Либеральная партия        | 2,9 %  |
| Бошняки и мусульмане вместе                     | 1,9 %  |
| Сербский национальный список                    | 1,6 %  |
| Народная партия—Демократическая сербская партия | 1 %    |
| Албанский список                                | 0,7 %  |
| Отечественная сербская партия                   | 0,6 %  |
| Албанская коалиция—Перспектива                  | 0,6 %  |
| Черногорские коммунисты                         | 0,3 %  |
| ФОРЦА                                           | 0,3 %  |
| Демократическая уния за албанцев                | 0,3 %  |
| Партия демократического прогресса               | 0,2 %  |

## День голосования

### Нападение на лидера «Движения за перемены»
После того как лидер «Движения за перемены» Нейбойша Медоевич проголосовал на выборах и вышел с избирательного участка, на него попытался напасть член ДПС Милан Йовович, однако всё ограничилось словесной перепалкой .

### Exit pools
ЦЕМИ (Центр исследования и мониторинга выборов), 100 % обработанных данных :
- Европейская Черногория — 50,5 % (46)
- СНП — 17,3 % (16)
- НСД — 9,3 % (8)
- ПзП — 5,9 % (5)
- НС—ДСС — 3,1 % (2)
- ЛП—ДЦ — 2,5 %

### Комментарии наблюдателей
Серьёзных нарушений зафиксировано не было, исключая некоторые мелкие погрешности, которые не повлияют на результаты выборов

### Явка
Явка составила около 65 %, это немного меньше, чем было на президентских выборах в прошлом году.

## Результаты
| Партия/Блок                                     | %       | Мандатов |
| ----------------------------------------------- | ------- | -------- |
| Европейская Черногория                          | 51,02 % | 48       |
| Социалистическая народная партия                | 16,54 % | 16       |
| Новая сербская демократия                       | 9,03 %  | 8        |
| Движение за перемены                            | 5,93 %  | 5        |
| Народная партия—Демократическая сербская партия | 2,86 %  |          |
| Партия пенсионеров и инвалидов                  | 3,5 %   |          |
| Демократический центр—Либеральная партия        | 2,9 %   |          |
| Бошняки и мусульмане вместе                     | 1,9 %   |          |
| Сербский национальный список                    | 1,6 %   |          |
| Албанский список                                | 0,7 %   |          |
| Отечественная сербская партия                   | 0,6 %   |          |
| Албанская коалиция—Перспектива                  | 0,6 %   |          |
| Черногорские коммунисты                         | 0,3 %   |          |
| ФОРЦА                                           | 0,3 %   |          |
| Демократическая уния за албанцев                | 0,3 %   |          |
| Партия демократического прогресса               | 0,2 %   |          |